# نموذج المساومة للحرب
في نظرية العلاقات الدولية، نموذج المساومة للحرب هو طريقة لتمثيل المكاسب والخسائر المحتملة والنتيجة النهائية للحرب بين طرفين كتفاعل تفاوضي.
اللغز المركزي الذي يحفز البحث في هذا السياق هو «لغز عدم الكفاءة في الحرب»
```
لماذا تحدث الحروب عندما يكون من الأفضل لجميع الأطراف المعنية التوصل إلى اتفاق لا يرقى إلى مستوى الحرب؟ في نموذج المساومة، الحرب بين الجهات الفاعلة العقلانية ممكنة بسبب عدم اليقين ومشاكل الالتزام.
ونتيجة لذلك، فإن توفير معلومات موثوقة وخطوات صحيحة للتخفيف من مشاكل الالتزام يجعل الحرب أقل احتمالًا. 
```

وُصف نموذج المساومة للحرب بأنه الضفة المؤثرة من الاختيار العقلاني في مجال العلاقات الدولية.
كان توماس شيلينغ من أوائل المؤيدين لإضفاء الطابع الرسمي على النزاعات كحالات مساومة.
أبرز عالم السياسة بجامعة ستانفورد جيمس فيرون نموذج التفاوض في التسعينيات، في مقالته عام 1995 «التفسيرات العقلانية للحرب»، والتي تعد أكثر المقالات تخصصًا في تدريب خريجي العلاقات الدولية في جامعات الولايات المتحدة.
وُصف نموذج المساومة للحرب بأنه «الإطار المهيمن (الغالب) المستخدم في دراسة الحرب في مجال العلاقات الدولية».
1. ↑  Colgan, Jeff D. (2016). "Where Is International Relations Going? Evidence from Graduate Training". International Studies Quarterly (بالإنجليزية). 60 (3): 486–498. DOI:10.1093/isq/sqv017. ISSN:0020-8833.
2. ↑  Frieden، Jeffry A. (2018). "Chapter 3". World Politics: Interests, Interactions, Institutions (ط. 4). W W NORTON. ISBN:978-0-393-67510-8. OCLC:1197968459.

## تاريخ
كان كارل فون كلاوزفيتز أول من عرّف الحرب على أنها تفاعل تفاوضي (مساومة).
```
كتب أن الحرب ليس لها قيمة بحد ذاتها، وبالتالي لا أحد يسعى إلى الحرب دون أن يكون له هدف أكبر.
خلال الخمسينيات من القرن الماضي، عززت الصراعات المحدودة في الحرب الباردة نظرية المساومة.
ولأن الحروب كانت محدودة، فقد تقرر أن الحرب تنتهي عادةً بصفقة بدلًا من انتصار عسكري كامل. 
```

في الستينيات من القرن الماضي، ادعى توماس شيلينغ أن معظم الصراعات كانت تفاعل تفاوض (مساومة) وحدد نهاية الحرب العالمية الثانية بالمساومة بدلًا من المصطلحات العسكرية.
جرى تقديم بي إم أو دبليو إس (BMoWs) الرسمية في الثمانينات.
```
ركزت النماذج الرسمية على أسباب الحرب وكذلك الغايات، وعرفتها على أنها تفاعلات تفاوضية أيضًا.
```

## الوصف
إن نموذج المساومة في الحرب هو وسيلة لوصف الحرب بأنها عمل سياسي لا اقتصادي أو اجتماعي.
```
يصف بي ام أو دبليو (BMoW) الحرب وأسبابها وعواقبها، بأنها خلاف تفاوضي حول تخصيص الموارد. 
تعرّف المساومة بأنها تفاعل لا يمكن فيه لأي جهة فاعلة أن تستفيد دون أن يعاني آخر الخسارة، وهو عكس التفاعل التعاوني، حيث تتمتع جميع الجهات الفاعلة المعنية بمنفعة. 
```

ولأن الحرب تعرف بأنها تفاعل تفاوضي، فإنها دائمًا ما تكون مكلفة وتعاني جميع الجهات الفاعلة المعنية تكلفة الحرب، خارج نطاق القتال.
```
لذلك، يفترض النموذج أن الحرب هي النتيجة غير المرغوب فيها لكلا الطرفين، ولن تحدث الحرب إلا في ظل الظروف الصحيحة.
وهذا يختلف عن النماذج الاقتصادية أو غيرها من النماذج السياسية للحرب التي تقترح أن الحرب يمكن أن تكون لها فائدة صافية إيجابية، أو توفر فوائد للمنتصر أكبر من خسائر المهزوم.
يقدم النموذج عدة افتراضات حول الحرب. 
```

وفي نهاية المطاف، يحدد سبب الحروب على أنه نقص المعلومات ومستوى عالٍ من عدم اليقين بين الجهات الفاعلة، وعملية خوض الحرب كوسيلة لكشف المعلومات، وأن نتائج الحرب معلومات مكشوفة، ما يسمح للجهات الفاعلة المعنية بتعديل السلوكيات والدوافع.

## البنية (الهيكل)
النموذج خطي مع اثنين من الجهات الفاعلة، إيه (A) وبي (B)، على طرفي الخط الأيسر والأيمن، على التوالي.
يمثل الخط سلعة يرغب إيه (A) وبي (B) في القتال من أجلها.
```
تمثل النقطة بّي (P) التقسيم المحتمل المتصور للسلعة التي ستنتج عن الحرب. يريد الممثل إيه (A) أن يكون بّي (P) أقصى اليمين قدر الإمكان، لأنه يتلقى تقسيمًا أكبر للسلعة، بينما يريد الممثل بي بّي (BP) أن يكون أقصى اليسار قدر الإمكان.
```

تمثل النقطتان سي إيه (CA) وسي بي (CB) تكاليف الحرب بالنسبة لـ إيه(A) و بي(B) على التوالي.
هذه التكاليف عادةً ما تكون عبارة عن دماء وأموال، وخسائر مالية وقوى عاملة (خسائر بشرية) التي تنتج عن الحرب.
```
تمثل النقطتان بّي-سي إيه (P-CA) وبّي-سي بي (P-CB) التقسيم النهائي للسلعة إيه (A) وبي (B) عندما يجري حساب تكاليف الحرب في النتيجة.
كلا الفاعلين على استعداد لقبول أي صفقة تقسم السلعة في أي مكان بين النقطتين سي إيه (CA) وسي بي(CB).
وذلك لأن أي نقطة في هذا النطاق توفر تقسيمًا أفضل من الحرب.
```

إيه (A) على استعداد لقبول نقطة على يسار بّي (P) لأنه على الرغم من أن التقسيم ليس في صالحه، فإنه لا يزال أفضل مما لو جرى تقسيمه على أساس تكاليف الحرب.
```
إيه (A) على استعداد لقبول نقطة على يمين بّي (P) لأن هذا تقسيم أفضل للسلعة مما كان متوقعًا.
نفس المنطق يرمز إلى الممثل بي (B)، فقط في الاتجاه المعاكس
```

A= A الفاعل
B= B الفاعل
C= C الفاعل
P= الانقسام المتوقع للسلعة نتيجة الحرب
CA = تكلفة القتال للفاعل A
CB = تكلفة القتال للفاعل B
P-CA = حساب قسمة الفاعل إيه (A) بعد حساب تكاليف الحرب
P-CB= قسمة الفاعل بي (B) للسلعة بعد حساب تكاليف الحرب

## أسباب الحرب على أساس النموذج
وفقًا لجيمس دي فيرون، هناك ثلاثة شروط تكون فيها الحرب ممكنة في ظل نموذج المساومة:
1-عدم اليقين: قد يخطئ الفاعلون في تقدير قدرات بعضهم البعض وتفضيلاتهم وعزيمتهم، ما يجعل من الصعب عليهم إيجاد صفقة مقبولة للطرفين.
2-مشاكل الالتزام: لا يمكن للجهات الفاعلة الالتزام بمصداقية بعدم استخدام قوتها العسكرية في المستقبل، ما يجعل من الصعب إيجاد صفقة مقبولة للطرفين، وهذا أمر إشكالي بشكل خاص في حالات انتقال السلطة أو عندما تتمتع القدرات العسكرية الهجومية بميزة على القدرات العسكرية الدفاعية.
```
قد تجبر ميزة الضربة الأولى الفاعل على بدء حرب استباقية، أو قد يؤدي التهديد بالتعرض للهجوم إلى بدء الفاعل حربًا وقائية.
```

3-عدم قابلية السلعة للتجزئة: إذا اعتقد الفاعلون أنه لا يمكن تقسيم سلعة معينة بل السيطرة عليها بالكامل فقط، فقد يتجهون إلى الحرب.
```
من المحتمل نظريًا أن تكون السلع غير قابلة للتجزئة، ولكنها نادرة للغاية في الممارسة العملية.
```

باختصار، يجادل فيرون بأن نقص المعلومات وعدم تجزئة المساومة يمكن أن يقود الدول العقلانية إلى الحرب.
```
عدَّل روبرت باول النموذج كما قدمه فيرون، بحجة أن ثلاثة أنواع بارزة من مشاكل الالتزام (الحرب الوقائية، والحرب الاستباقية، وفشل المساومة على القوى الصاعدة) تميل إلى أن تكون ناجمة عن تحولات كبيرة وسريعة في توزيع السلطة. 
```

يرى باول أن السبب الأساسي للحرب هو أنه لا يمكن للجهات الفاعلة في ظل هذه الظروف الالتزام بمصداقية بأي اتفاق.
```
جادل باول أيضًا بأن المساومة غير القابلة للتجزئة كانت شكلًا من أشكال مشكلة الالتزام، على عكس الشيء الذي يمنع الجهات الفاعلة بشكل جوهري من الوصول إلى صفقة (لأن الجهات الفاعلة يمكن أن تتوصل إلى اتفاق بشأن المدفوعات الجانبية على سلعة غير قابلة للتجزئة).
[
1
]
```